# 柴田町 (名古屋市)
柴田町（しばたちょう）は、愛知県名古屋市南区の地名。現行行政地名は柴田町1丁目から柴田町6丁目。住居表示未実施。

## 地理
名古屋市南区南西部に位置する。東は柴田本通、西は白水町・元柴田東町、北は大同町に接する。

## 歴史

### 町名の由来
柴田新田の名によるという。柴田新田は1756年（宝暦6年）に納屋町の柴田屋新兵衛なる人物により開発されたもので、1785年（天明5年）の検地の際にそう呼ばれるようになったとされる。柴田新田は天白川と扇川の北側にあたる北柴田新田と南側にあたる南柴田新田（現東海市）に地理的に分断されており、柴田町は北柴田新田に位置しているという。

### 沿革
- 1947年（昭和22年）9月10日 - 南区星崎町・鳴尾町の各一部により、同区柴田町として成立する[1]。

## 世帯数と人口
2019年（平成31年）4月1日現在の世帯数と人口は以下の通りである。
| 町丁   | 世帯数  | 人口  |
| ------ | ------- | ----- |
| 柴田町 | 396世帯 | 642人 |

### 人口の変遷
国勢調査による人口の推移
| 2000年（平成12年） | 719人 | [ WEB 6 ] |  |
| 2005年（平成17年） | 603人 | [ WEB 7 ] |  |
| 2010年（平成22年） | 618人 | [ WEB 8 ] |  |
| 2015年（平成27年） | 610人 | [ WEB 9 ] |  |

## 学区
市立小・中学校に通う場合、学校等は以下の通りとなる。また、公立高等学校に通う場合の学区は以下の通りとなる。
| 番・番地等 | 小学校               | 中学校               | 高等学校 |
| ---------- | -------------------- | -------------------- | -------- |
| 全域       | 名古屋市立白水小学校 | 名古屋市立名南中学校 | 尾張学区 |

## 施設
- 柴田商店街[4]
- 白水市場[4]
- 柴田郵便局[4]

## その他

### 日本郵便
- 郵便番号 : 457-0815[WEB 3]（集配局：名古屋南郵便局[WEB 12]）。

### WEB
1. 1 2  “愛知県名古屋市南区の町丁・字一覧”.   人口統計ラボ. 2017年10月7日閲覧。
2. 1 2  “町・丁目(大字)別、年齢(10歳階級)別公簿人口(全市・区別)”.   名古屋市 (2019年4月22日). 2019年4月23日閲覧。
3. 1 2  “郵便番号”.  日本郵便. 2019年3月17日閲覧。
4. ↑  “市外局番の一覧”.   総務省. 2019年1月6日閲覧。
5. ↑  名古屋市役所市民経済局地域振興部住民課町名表示係 (2015年10月21日). “南区の町名一覧”.   名古屋市. 2017年10月7日閲覧。
6. ↑  名古屋市役所総務局企画部統計課統計係 (2005年7月1日). “（刊行物）名古屋の町(大字)・丁目別人口 (平成12年国勢調査) 南区” (XLS). 2017年10月8日閲覧。
7. ↑  名古屋市役所総務局企画部統計課統計係 (2007年6月29日). “平成17年国勢調査　名古屋の町(大字)別・年齢別人口 南区” (XLS). 2017年10月8日閲覧。
8. ↑  名古屋市役所総務局企画部統計課統計係 (2012年6月29日). “平成22年国勢調査　名古屋の町(大字)別・年齢別人口 南区” (XLS). 2017年10月8日閲覧。
9. ↑  名古屋市役所総務局企画部統計課統計係 (2017年7月7日). “平成27年国勢調査　名古屋の町(大字)別・年齢別人口” (XLS). 2017年10月8日閲覧。
10. ↑  “市立小・中学校の通学区域一覧”.   名古屋市 (2018年11月10日). 2019年1月14日閲覧。
11. ↑  “平成29年度以降の愛知県公立高等学校（全日制課程）入学者選抜における通学区域並びに群及びグループ分け案について”.   愛知県教育委員会 (2015年2月16日). 2019年1月14日閲覧。
12. ↑  “郵便番号簿 2018年度版” (PDF).   日本郵便. 2019年4月23日閲覧。

### 文献
1. 1 2  名古屋市計画局 1992, p. 856.
2. 1 2  「角川日本地名大辞典」編纂委員会 1989, p. 1540.
3. 1 2 3  名古屋市計画局 1992, p. 566.
4. 1 2 3  「角川日本地名大辞典」編纂委員会 1989, p. 1541.